# A915 road
Die A915 road ist eine A-Straße in der schottischen Council Area Fife.

## Verlauf
Die Straße beginnt an einem Kreisverkehr im Norden von St Andrews. An dieser beginnen auch die A91 (nach Bannockburn) sowie die A917 (nach Upper Largo). Sie verläuft westlich des Stadtzentrums nach Süden und verlässt die Stadt in südöstlicher Richtung. Zunächst führt die A915 durch eine dünnbesiedelte Region von Fife, in der sie zahlreiche einzelne Gehöfte an das Straßennetz anbindet. Nach 10,5 km erreicht die Straße das Dorf Largoward und nach insgesamt 17,5 km Upper Largo, wo die A917 einmündet.
Ab Lower Largo folgt die A915 der Nordküste des Firth of Forth. Über Lundin Links führt die Straße nach Leven, wo die aus Kirkcaldy kommende A955 einmündet. Während die A955 durch die Zentren von Methil und Buckhaven führt, beschreibt die A915 einen Bogen nördlich der Städte. Bei Windygates nimmt die Straße die A911 (aus Milnathort) sowie die A916 (aus Cupar) auf. Weiter in südwestlicher Richtung verlaufend erreicht die A915 schließlich den Ostrand von Kirkcaldy. Dort mündet sie nach einer Gesamtstrecke von 34,8 m in die A921 (Kirkcaldy–Rosyth) ein.